# North Manchester
North Manchester var en civil parish från 1896 till 1916 då den blev en del av Manchester, i grevskapet Lancashire (nu Greater Manchester), i England. Denna civil parish hade 208 324 invånare år 1911.